# Роман Солодкоспівець
Роман Солодкоспівець, Роман Мелодист (грец. Ρωμανός ο Μελωδός, преподобний; 490 або 485, Хомс — біля 555; Константинополь) — візантійський святий, пам'ять якого вшановується 1 жовтня (за григоріанським та новоюліанським календарями) або 14 жовтня (за юліанським календарем). 

## Життєпис
Святий Роман народився в м. Емесі (нині Хомс) або в Дамаску в Сирії у єврейській родині. Він не знав нотної грамоти, але цілим єством своїм тягнувся до Бога. Клірики, що нарікали на нього, вчинили йому гірку зневагу. Роман із сльозами молився до Богородиці, благаючи в Неї заступництва. Пречиста Богородиця Сама з'явилась йому у сні, вклала в його вуста хартію, і після того Роман почав співати милозвучним голосом тропарі й кондаки, премудрість виливалася з нього щедрою рікою, напуваючи всіх спраглих до життя. Святий сам склав багато прекрасних кондаків. Святий Роман дійсно став народним улюбленцем, тому що включив ритмічну поезію до церковних богослужінь. Він був автором різдвяного кондака. Заслугою його також є те, що він найвиразніше показав трансцендентність Бога. Своєю працею він довів, що може всім представити Бога через пісню.